# Данаилов, Стефан
Сте́фан Ла́мбов Данаи́лов (болг. Стефан Ламбов Данаилов; 9 декабря 1942 — 27 ноября 2019) — болгарский актёр театра и кино, режиссёр, педагог, политик. Один из самых популярных актёров Болгарии, на рубеже 1960—1990-х годов. активно снимался в СССР, Италии, США. Заслуженный артист Болгарии (1975), Народный артист НРБ (1983). Министр культуры Болгарии (2005—2009). Брат актрисы Росицы Данаиловой.

## Биография
Стефан Данаилов родился 9 декабря 1942 года в Софии.

В 1956 году в 14-тилетнем возрасте дебютировал в кино, снявшись в фильме «Следы остаются». В 1966 году окончил ВИТИЗ (ныне НАТФИЗ), мастерская С. Сарчаджиева, М. Андонова и А. Михайлова. В 1968 году Стефан Данаилов исполнил главную роль в фильме «Первый курьер», снятом совместно советскими и болгарскими кинематографистами. В дальнейшем активно снимался в картинах совместного производства («Братушка», «Юлия Вревская», «Берега в тумане», «Большая игра», «Западня»), что принесло актёру большую популярность у советских зрителей. В 1969 году на экраны выходит многосерийный телевизионный фильм «На каждом километре», в котором Данаилов предстал в роли бесстрашного майора болгарской разведки Николы Деянова. Фильм имел большой успех у себя на родине в Болгарии, а также в Советском Союзе и других странах соцлагеря. Широкую известность во всём мире актёру принёс итальянский многосерийный телесериал «Спрут» (в 7-м сезоне актёр блистательно исполнил роль криминального авторитета Нуццо Марчиано).
 Также известен как исполнитель эстрадных песен.
Работал в Пловдивском театре им. Н. Масалитинова, театре Болгарской армии, Национальном театре им. И. Вазова.

С 1988 года Стефан Данаилов занимался преподавательской деятельностью. Профессор Национальной академии театрального и киноискусства им. К. Сарафова.
С 2005 по 2009 год занимал должность министра культуры Республики Болгария. Член БСП. В 2011 году был кандидатом на пост вице-президента от партии БСП, в поддержку кандидата на пост президента страны И. Калфина. В 2016 году член инициативного комитета по выдвижению Румена Радева на пост президента Болгарии.

## Семья
- Дед по отцовской линии — Васил Костов Данаилов, болгарский революционер, член ВМОРО.
- Отец — Хараламби Василев Данаилов, болгарский экономист.
- Мать — Евдокия Данаилова.
- Сестра — Росица Данаилова[болг.] (род. 26 ноября 1933 - умерла 23 сентября 2018), болгарская актриса.
- Супруга — Мария Димитрова Цанкова-Данаилова, в 1960-е гг. известная болгарская модель[4].

## Фильмография
- 1956 «Следы остаются / Следите остават» — Веселин
- 1963 «Инспектор и ночь / Инспекторът и нощта» — Том
- 1967 «Запах миндаля / С дъх на бадеми» — Белокожев
- 1967 «Море / Морето» — Тони
- 1967 «Безмолвные тропы / Мълчаливите пътеки»
- 1968 «Первый курьер / Първият куриер» (СССР, НРБ) — Иван Загубанский, курьер
- 1969 «На каждом километре / На всеки километър» — майор Никола Деянов
- 1970 «Чёрные ангелы / Черните ангели» — Пантер
- 1970 «Князь / Князът» — князь Светослав Тертер
- 1971 «На каждом километре 2 / На всеки километър 2» (НРБ, ВНР) — майор Никола Деянов
- 1971 Нет ничего лучше плохой погоды / Няма нищо по-хубаво от лошото време — Любо
- 1972 «Любовь / Обич» — Николай
- 1973 «Нона / Нона» — поручик Галчев
- 1974 «Жизнь и смерть / На живот и смърт» — Милев
- 1974 «Иван Кондарёв / Иван Кондарев» — Костадин Джупунов
- 1974 «Дома без ограды / Къщи без огради» — Керкенеза
- 1974 «Зарево над Дравой / Зарево над Драва» — поручик Божев
- 1975 «Свадьбы Иоанна Асена / Сватбите на Йоан Асен» — Бургундец
- 1975 «Братушка (Солдат из обоза) /  Войникът от обозаж» (СССР, НРБ) — Живко Георгиев
- 1975 «Этот настоящий мужчина / Този истински мъж» — Сашо
- 1975 «Начало дня / Началото на деня» — Андрей Стойчев
- 1976 «Дополнение к закону о защите государства (Взрыв в Софийском соборе) / Допълнение към закона за защита на държавата»
- 1976 «Вина / Вината» — Живко Топалов
- 1977 «Юлия Вревская / Юлия Вревска» (СССР, НРБ) — Карабелов
- 1977 «Пятеро из РМС / Петимата от РМС»
- 1977 «Год из понедельников / Година от понеделници» — Халачев, инженер
- 1978 «Встречное движение / Насрещно движение» — Чавдар Бонев
- 1978 «Тепло / Топло» — строитель-подрядчик
- 1978 «Умирать — в крайнем случае / Умирай само в краен случай» — Джо Райт
- 1979 «Война ежей / Войната на таралежите» — Бабинов, баскетболист
- 1979 «Нечто из ничего / От нищо нещо» — Панчо
- 1979 «Мгновения в спичечном коробке / Мигове в кибритена кутийка»
- 1980 «Кровь остаётся / Кръвта остава» — Василь Граматиков
- 1980 «Выбор дамы (Белый танец) / Дами канят» — Яким
- 1981 «Тырновская царица / Търновската царица» — Старирадев
- 1982 «Кристаллы / Кристали» — Чолаков
- 1982 «Осеннее солнце / Есенно слънце» — Кирилл Дечев
- 1982 «24 часа дождь / 24 часа дъжд» — капитан Василь Алтынов
- 1983 «Равновесие / Равновесие»
- 1983 «Одиссея в Делиормане / Една одисея в Делиормана» — Иванов
- 1985 «Манёвры на пятом этаже / Маневри на петия етаж» — Дантон Тахов
- 1985 «Берега в тумане / Мъгливи брегове» (СССР, НРБ) — капитан Стойчев
- 1985 «Эта кровь будет пролита / Тази кръв трябваше да се пролее» — Ювиги хан
- 1985 «Борис Первый / Борис Първи» — царь Борис I
- 1986 «Гарольд и Мод / Харолд и Мод» — Гарольд
- 1986 «Три Марии и Иван / Три Марии и Иван» — Иван
- 1986 «Поэма / Поема» — Антон Чолаков
- 1986 «Эшелоны смерти / Ешелоните на смъртта» — Митрополит Кирилл
- 1987 «Мечтатели / Мечтатели» — начальник полиции
- 1987 «Небо для всех / Небе за всички» — Великов
- 1987 «Левша / Левакът» — капитан Христо Пашов
- 1987 «Не падай мне в ноги / Не се мотай в краката ми»
- 1987 «Время в пути / Време за път» — Цолов, архитектор
- 1987 «Дом для наших детей / Дом за нашите деца» — Цолов, архитектор
- 1988 «В понедельник утром / Понеделник сутрин» — Кристо
- 1988 «Защита маленьких животных / Защитете дребните животни»
- 1988 «Большая игра / Голямата игра» (СССР, Болгария) — Георгий Иорданов, болгарский журналист
- 1988 «Неизчезващите»
- 1989 «Западня» (СССР)
- 1990 «Карнавал / Карнавалът» — Константинов
- 1990 «Живи опасно / Живей опасно» — отец
- 1990 «Отцы и сыновья / Бащи и синове»
- 1991 «Красная цель / Червената мишена / Red purpose» (США, Болгария)
- 1991 «Хочу в Америку / Искам Америка» — Паскалев
- 1991 «Берлинский заговор / Берлинската конспирация / The Berlin Conspiracy» (США)
- 1992 «Кризис в Кремле / Криза в Кремъл / Crisis in the Kremlin» (США) — Амбразис
- 1994 «Спрут 7: Расследование гибели комиссара Каттани / La Piovra 7 - Indagine sulla morte del comissario Cattani» (Италия, Франция, Германия) — дон Нуццо Марчиано
- 1997 «Дон Кихот возвращается / Дон Кихот се завръща» (Россия, Болгария) — герцог
- 1997 «Рэкет / Рекет / Il Racket» (Италия) — Винченцо Грумо
- 1998 «После конца света / След края на света» — Альберт Коэн (Берто)
- 1998 «Смерть респектабельной девушки / Смъртта на едно порядъчно момиче / La morte dignitosa ragazze» (Италия, Болгария)
- 1998 «Шпанская мушка / Испанска муха» — Уйчо
- 2001 «Дело совести / Дело по съвест / Un caso di coscienza» (Италия, Болгария)
- 2001 «Верцингеторикс: Легенда короля-друида / Версенжеторикс: Легенда на крал-друид / Vercingétorix: La légende du druide roi» (Франция, Канада, Бельгия)
- 2003 «Простите нас / Прости нам» — Чичо Пето
- 2007 «Гнездо жаворонка / Чифликът на чучулигите / La masseria delle allodole / The Lark farm / Le nid de l'alouette / El nido de la alondra» (Италия, Болгария, Великобритания, Франция, Испания) — президент трибунала
- 2009 «Святой Георгий убивает змия / Sveti Georgije ubiva aždahu» (Сербия, Босния и Герцеговина, Болгария) — Цыган Минта
- 2010 «Стеклянная река / Стъклената река» — отец Елены
- 2010 «Стеклянный дом / Стъклен дом» — Димитр Касабов
- 2012 «Инкогнито / Инкогнита» — директор фонда
- 2013 «Семья / Фамилията» — Борис Арнаудов

## Премии и награды
- 1969 — Специальная награда жюри ФБФ (Фестиваль болгарских фильмов, г. Варна, Болгария) за исполнение главной роли в телефильме «На каждом километре»
- 1970 — Высшая награда за главную мужскую роль в фильме «Чёрные ангелы / Черните ангели» (ФБФ, г. Варна)
- 1970 — Высшая награда за главную мужскую роль в фильме «Князь / Князът» (ФБФ, г. Варна)
- 1970 — Высшая награда МКФ в Карловых Варах (Карловы Вары, Чехословакия)
- 1971 — Лауреат Димитровской премии за исполнение главной роли в телефильме «На каждом километре»
- 1975 — Заслуженный артист Болгарии
- 1983 — Народный артист Болгарии
- 2002 — Кавалер ордена «Стара планина» I степени
- 2002 — Награда «Паисий Хилендарский» присуждённая Министерством культуры Болгарии за выдающийся вклад в болгарскую культуру
- 2006 — Великий офицер ордена Звезды итальянской солидарности (Италия)[5]